# Epifanio Fagnani
Epifanio Fagnani (Mortara, 1793 – Torino, 7 giugno 1868) è stato un politico italiano.

## Biografia
Fu eletto deputato per la I legislatura del Regno di Sardegna nel Collegio elettorale di Sartirana, ma l'elezione venne annullata in quanto ineleggibile, essendo all'epoca un ispettore demaniale. Venne poi eletto per la II legislatura nel Collegio elettorale di Garlasco, e ancora una volta fu dichiarato ineleggibile in quanto intendente della provincia di Lomellina.
Fu eletto deputato per la III legislatura e ancora per la IV legislatura, sempre a Garlasco. Tuttavia, proprio durante il secondo mandato, fu nominato ispettore delle contribuzioni dirette e pertanto cessò dalla carica nel maggio 1851